# شهرک امام حسین (کوهرنگ)
شهرک امام حسین (کوهرنگ)، روستایی از توابع بخش مرکزی شهرستان کوهرنگ در استان چهارمحال و بختیاری ایران است.
این شهرک از روستاهای گله کوشکَک؛ زر آباد؛ مَرغ فولاد، معصوم آباد و چشمه اسد تشکیل شده است
جمعیت ساکن در این شهرک از طایفه بابادی، تیره حاجیور و اولاد ملا یوسف تشکیل شده است

## جمعیت
این روستا در دهستان شوراب تنگزی قرار دارد و براساس سرشماری مرکز آمار ایران در سال 1390، جمعیت آن1456 نفر (212خانوار) بوده‌است.